# Serra Roia
La Serra Roia és una serra situada al municipi de Soriguera a la comarca del Pallars Sobirà, amb una elevació màxima de 1.464 metres.